# Consolidación de estados financieros
La consolidación de estados financieros es una técnica contable para elaborar unas cuentas anuales únicas que engloban los datos de un Grupo de empresas, sintetizando en una visión única la situación patrimonial, económica y financiera correspondiente a las cuentas de diferentes empresas que están interrelacionadas y constituyen un grupo empresarial.
Los estados financieros individuales de una sociedad pierden significación, cuando esta entidad se encuentra incluida en un conjunto que forma una unidad supraempresarial, en el que cada empresa mantiene su propia personalidad, y donde existe una sociedad que ejerce un control efectivo, que toma las decisiones de forma directa o indirecta sobre las demás. Esto ocurre porque las cuentas de cada unidad por separado no dan una imagen completa de las actividades de la misma y omiten informaciones relevantes como créditos y débitos recíprocos, pudiendo existir resultados recíprocos que no son reales o que no han sido realizados. En estos casos la información consolidada (balance y cuenta de pérdidas y ganancias consolidadas) del grupo de sociedades suministran mejor la información patrimonial y económica que se esconde detrás de la pluralidad jurídica que forma el grupo.
La sociedad que posee el control sobre el resto de sociedades se suele denominar dominante o compañía controladora y las sociedades controladas por aquella se denominan dependientes, dominadas, o bien subsidiaria . La normativa mercantil y fiscal suele recoger la existencia de los grupos de sociedades, estableciendo la obligación de formular estados financieros consolidados porque la información contable individual de las sociedades integrantes del grupo es insuficiente para mostrar la realidad económica y financiera del mismo. Desde el punto de vista fiscal, las legislaciones normalmente permiten tributar al grupo en el Impuesto sobre sociedades como sujeto pasivo para que la tributación se ajuste a la capacidad económica del grupo.

## Conceptos básicos
- Compañía tenedora: Es aquella que tiene inversiones permanentes en otras compañías.
- Compañía controladora: Es aquella que controla a una o más subsidiarias, es decir, que posee más del 50% de las acciones comunes en circulación de otras compañías.
- Compañía subsidiaria: Es la empresa que es controlada por otra conocida como controladora, es decir, que es poseída por del 50% de las acciones comunes en circulación.
- Compañía afiliada: Son aquellas compañías que tienen accionistas comunes o administración común significativa, es decir, que tienen inversión de otra compañía entre el 25% y el 50% de sus acciones comunes en circulación.
- Compañía asociada: Es una compañía en la cual una compañía llamada tenedora tiene influencia significativa en su administración, pero sin llegar a tener el control de la misma.
- Control: Es el poder de gobernar las políticas de operación y financieras de una empresa a fin de tener beneficio de sus actividades.

Se considera que se tiene el control de otra empresa cuando se posee directa o indirectamente a través de subsidiarias más del 50% de las acciones en circulación con derecho a voto de la compañía emisora. 
- Influencia significativa: Es el poder para participar en decidir las políticas de operación y financieras de la empresa en la cual se tienen inversión, pero sin tener el poder de gobierno sobre dichas compañías y políticas.
- Interés minoritario: Es la porción de la utilidad o pérdida neta del ejercicio y del resto del capital contable de las subsidiarias consolidadas que es atribuible a accionistas ajenos a la compañía controladora.
- Inversiones permanentes en acciones: Son aquellas efectuadas en títulos representativos del capital social de otras empresas (acciones, partes sociales o certificados de aportación) con la intención de mantenerlas por un plazo indefinido (largo plazo).  Generalmente estas inversiones se realizan para ejercer control o tener injerencia sobre otras empresas.

## Requisitos para la consolidación
- Efectuar un estudio preliminar de las subsidiarias cuyos estados financieros habrán de consolidarse con el propósito de conocer la naturaleza de las mismas.
- De ser posible unificar los catálogos de cuentas de la controladora y sus subsidiarias para facilitar el proceso de consolidación.
- Es importante que los estados financieros individuales se encuentren dictaminados con el objeto de tener una mayor seguridad sobre las cifras que se está presentado en los estados financieros.
- Es necesario que exista conciliación entre las cuentas corrientes y/o recíprocas entre las diversas empresas del grupo.

### Casos en los que no deben de incluirse las subsidiarias en la consolidación
- Cuando el control sólo sea temporal, debido a que su inclusión en la consolidación distorsionaría las cifras de un periodo a otro.
- Cuando no se tenga el control administrativo por encontrarse en quiebra o liquidación.
- Las que se encuentran en alguna situación especial como periodo de reorganización o inicio de operaciones.
- Las domiciliadas en el extranjero en donde existan restricciones para remisión de utilidades.
- Cuando la actividad sea muy diferente a la de la controladora que no permita una interpretación correcta de los estados financieros consolidados.

## Fases de la elaboración de cuentas consolidadas
Las cuentas consolidadas muestran la información como si el grupo fuese una sola sociedad y como si todas las sociedades que lo constituyen se hubiesen fusionado en una única entidad. Las fases que comprende la consolidación son:

### Homogeneización
Se produce una doble homogeneización, de carácter temporal y valorativo.
- Homogeneización temporal: Partiendo de las cuentas anuales de las distintas sociedades que intervienen en la consolidación, el primer aspecto es que deben referirse a la misma fecha de cierre y al mismo período que las cuentas anuales de la sociedad dominante o controladora. Las normas de la Normas de Formulación de Cuentas Anuales Consolidadas españolas disponen que, si una sociedad dependiente cierra su ejercicio en una fecha que no difiera en más de tres meses, anteriores o posteriores, a la fecha de cierre de las cuentas consolidadas, puede incluirse en la consolidación por los valores contables correspondientes a las mencionadas cuentas anuales, siempre que la duración de su ejercicio coincida con el de las consolidadas.

- Homogeneización valorativa: Con el fin de lograr una uniformidad dentro del grupo es necesario que las cuentas anuales de las sociedades que intervienen en la consolidación empleen los mismos criterios de valoración. Para ello se establece una regla general consistente en que los elementos del activo, pasivo, ingresos y gastos comprendidos en la consolidación deben ser valorados siguiendo métodos uniformes.

### Agregación
La agregación consiste en la suma de los saldos de las distintas sociedades. En la agregación de las cuentas anuales consolidadas se utilizan distintas técnicas. La elección de una u otra depende del tipo de relación que se tenga con respecto a la sociedad que se incluye en la consolidación:
- El método de integración global se aplica a las sociedades del grupo.
- El método de integración proporcional se aplica opcionalmente a las sociedades multigrupo, es voluntario pues se puede optar por el procedimiento de puesta en equivalencia, debiendo aplicarse la opción de manera uniforme respecto a todas las sociedades que se encuentren en dicha situación.
- El procedimiento de puesta en equivalencia que se aplica a las sociedades asociadas, así como a las sociedades multigrupo a las que no se les aplica el método de integración proporcional.

### Eliminación
Uno de los aspectos más importantes en los estados financieros consolidados, es la eliminación de las partidas recíprocas de operaciones que provienen entre compañías que forman el grupo. 
Las diferentes operaciones que afectan a las empresas serán eliminadas al efectuarse la consolidación de estados financieros y a continuación se mencionan las eliminaciones más comunes e importantes que suelen presentarse en la consolidación de empresas: 

#### México
- Eliminaciones de inversión en subsidiarias en la fecha de adquisición de las acciones: 
  - Compra de acciones a un precio igual a su valor contable
  - Compra de acciones a un precio superior al valor contable de la acción.
  - Compra de acciones a un precio inferior al valor contable de las mismas.
- Eliminación de cuentas por cobrar y por pagar: 
  - Eliminación de cuentas corrientes.
  - Documentos.
  - Intereses.
- Eliminación de ventas de mercancía: 
  - Ventas realizadas al costo.
  - Ventas que lleven implícita una utilidad. 
    - La mercancía ha sido vendida totalmente fuera del grupo.
    - La mercancía aún se conserva integra en los inventarios de la empresa compradora.
    - Sólo una parte de la mercancía ha sido vendida fuera del grupo y la otra parte se conserva en los inventarios de la compradora.
- Eliminación de operaciones por venta de activo fijo.

#### España
- Eliminación inversión-patrimonio neto: tiene por objetivo eliminar la inversión representativa de la participación en el patrimonio de la sociedad dependiente con la parte proporcional del patrimonio neto que le corresponde de esa sociedad.
- Eliminación de créditos y débitos recíprocos: tiene por objeto eliminar, a efectos consolidados, las operaciones de crédito-débito entre sociedades que forman parte del  grupo. Aunque en cada sociedad individualmente considerada es cierto que existe un crédito o una deuda, cuando se integran en una unidad económica superior que es el grupo no existe ninguno de estos elementos patrimoniales.
- Eliminación y reclasificación de gastos e ingresos (recíprocos) por operaciones internas.
- Eliminación de resultados por operaciones internas de existencias: comprenderá las existencias registradas con criterio de coste de adquisición o producción, que mientras que las existencias no se vendan fuera del grupo, será necesario eliminar el resultado que la sociedad vendedora pudiera haber registrado en sus cuentas individuales, adicionalmente, el precio de adquisición de las existencias que habrá registrado la compradora en sus cuentas individuales no es el valor del grupo, ya que para este el precio de adquisición es el que estaba registrado por la sociedad vendedora.

## Beneficiarios de la consolidación
La presentación de las cuentas consolidadas contribuye a suministrar información más válida a:
- El Estado como instrumentador del control y fiscalidad.
- La gerencia de la sociedad dominante o controladora.
- Los accionistas de las empresas para un mejor conocimiento de la forma en que se gestionan sus intereses patrimoniales.
- Los futuros inversores.
- Los clientes, proveedores y prestamistas.
- Los empleados.

## Normativa española
En la normativa española destacan los siguientes conceptos:
- Se entiende que las sociedades a las que se les aplique el método de integración global y/o el método de integración proporcional forman el conjunto consolidable.
- El perímetro de la consolidación está formado por las sociedades que integran el conjunto consolidable y las sociedades a las que se les aplica el procedimiento de puesta en equivalencia.[1]

## Consolidación fiscal
En casi todos los países existe también un régimen de consolidación contable y un régímen de consolidación fiscal para los grupos de sociedades, como régimen especial del Impuesto sobre sociedades, al que tienen acceso de forma voluntaria, los grupos que cumplan determinados requisitos. La aplicación del régimen de consolidación fiscal implica la ausencia de tributación individual del Impuesto sobre sociedades de las entidades incluidas en ese grupo.